# Marie Kompert
Marie Kompert (geborene Löwy/Levy, verwitwete Pollak; geboren am 4. November 1821 in Pest, Kaisertum Österreich; gestorben am 29. März 1892 in Wien) war eine österreichische Sozialarbeiterin, Vereinsfunktionärin und Frauenrechtlerin.

## Leben
Marie Kompert war an frauenpolitischen Fragen interessiert und gründete am 2. Juni 1866 im Salon Iduna Laubes mit Laube, Auguste von Littrow und anderen Frauen der Wiener Gesellschaft den Frauenerwerbsverein. Der spätere Wiener Frauen-Erwerb-Verein war der erste Frauenverein mit wirtschaftlichen Zielsetzungen in Österreich. Helene von Hornbostel führte den Verein als erste Präsidentin. Kompert war Mitglied des Vorstandes und daneben Vizepräsidentin des Israelitischen Mädchen-Waisenhauses und Mitarbeiterin des Österreichischen Bunds für Mutterschutz.

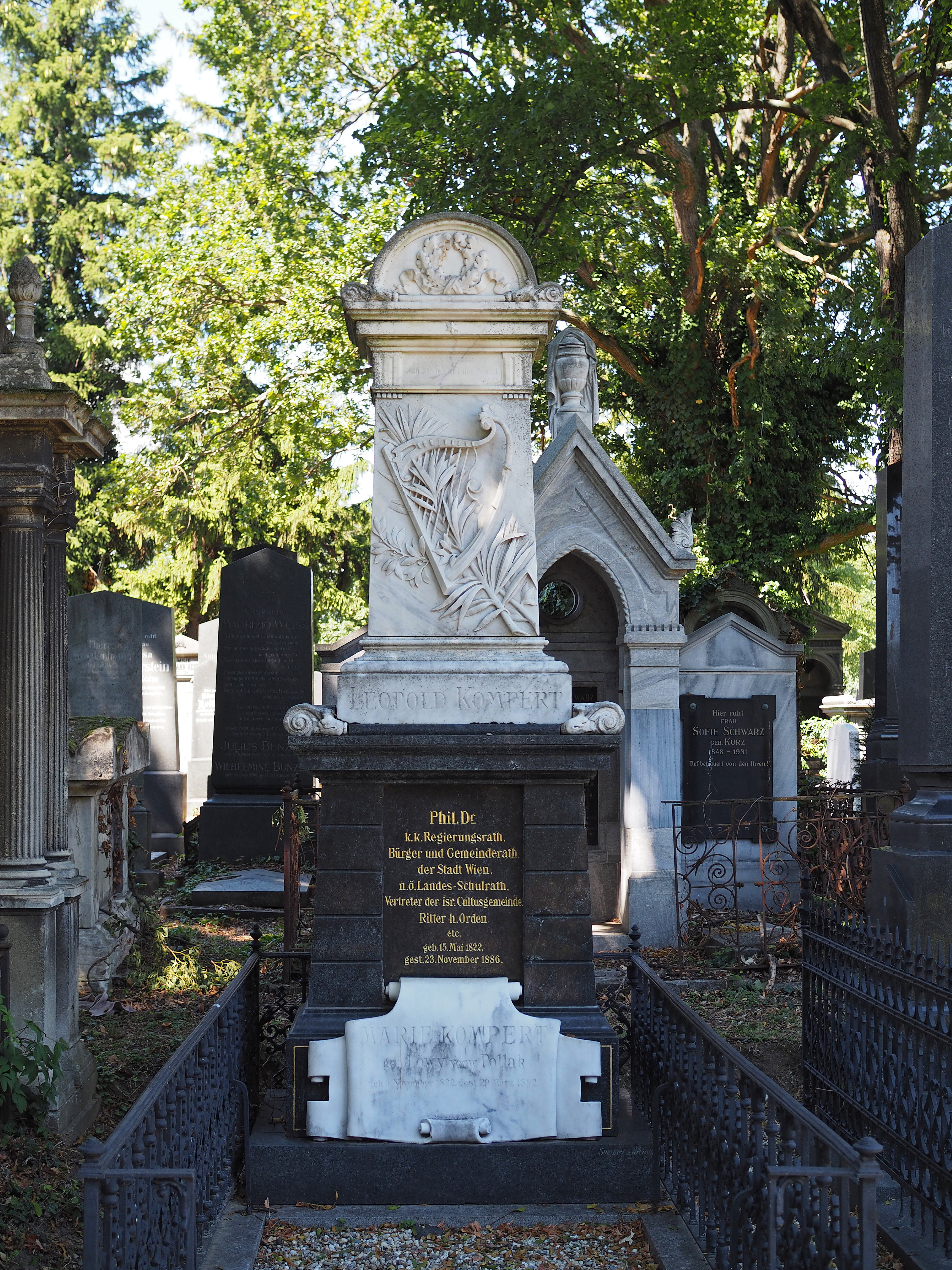
Grabdenkmal von Marie und Leopold Kompert

Ziel des Frauen-Erwerb-Vereins war die Bildungs- und Erwerbsmöglichkeiten von Frauen zu verbessern. Er gab auch Soforthilfen bei Notsituationen. Bald nach der Gründung wurde eine Nähstube geschaffen und 1868 eröffnete der Verein die „Handelsschule 1“ in der Walfischgasse 4. Bis 1872 folgten zehn weitere Schulen mit mehreren Tausend Schülerinnen und bis 1880 hatte der Verein 22 Schulen und Kurse eingerichtet.
Der Verein in Wien wurde Vorbild für weitere Gründungen von Frauenerwerbsvereinen in Brünn, Prag, Salzburg, Klagenfurt und anderen Orten.

## Familie
Marie Komperts Vater war ein jüdischer Philanthrop, der von Pest nach Wien zog. Als wohlhabende Witwe heiratete sie 1857 den Schriftsteller Leopold Kompert (1822–1886). Aus ihrer vorhergehenden Ehe mit Ludwig Samuel Pollak (1804–1848) gingen drei Töchter hervor:
- Klara Pollak (1845–?/selbes Jahr?)
- Emma Pollak verh. Kunwald (1846–1910)
- Ida Pollak (1848–1866), beging am Wohnort ihrer Familie am damaligen Kolowratring 8 (heute Schubertring 8) Suizid.[1]